# Epilobium sarmentaceum
Epilobium sarmentaceum là một loài thực vật có hoa trong họ Anh thảo chiều. Loài này được Hausskn. mô tả khoa học lần đầu tiên năm 1879.